# Long Bennington
Long Bennington è un villaggio e parrocchia civile dell'Inghilterra, appartenente alla contea del Lincolnshire.